# محطة شين ميناماتا
محطة شين ميناماتا (新水俣駅، شين-ميناماتا-إيكي) هي محطة سكة حديد في ميناماتا، كوماموتو، اليابان تديرها شركة كيوشو للسكك الحديدية (JR Kyushu). صمم مبنى المحطة ماكوتو سي واتانابي وافتتحت في 13 مارس 2004.